# خالدة نتنة

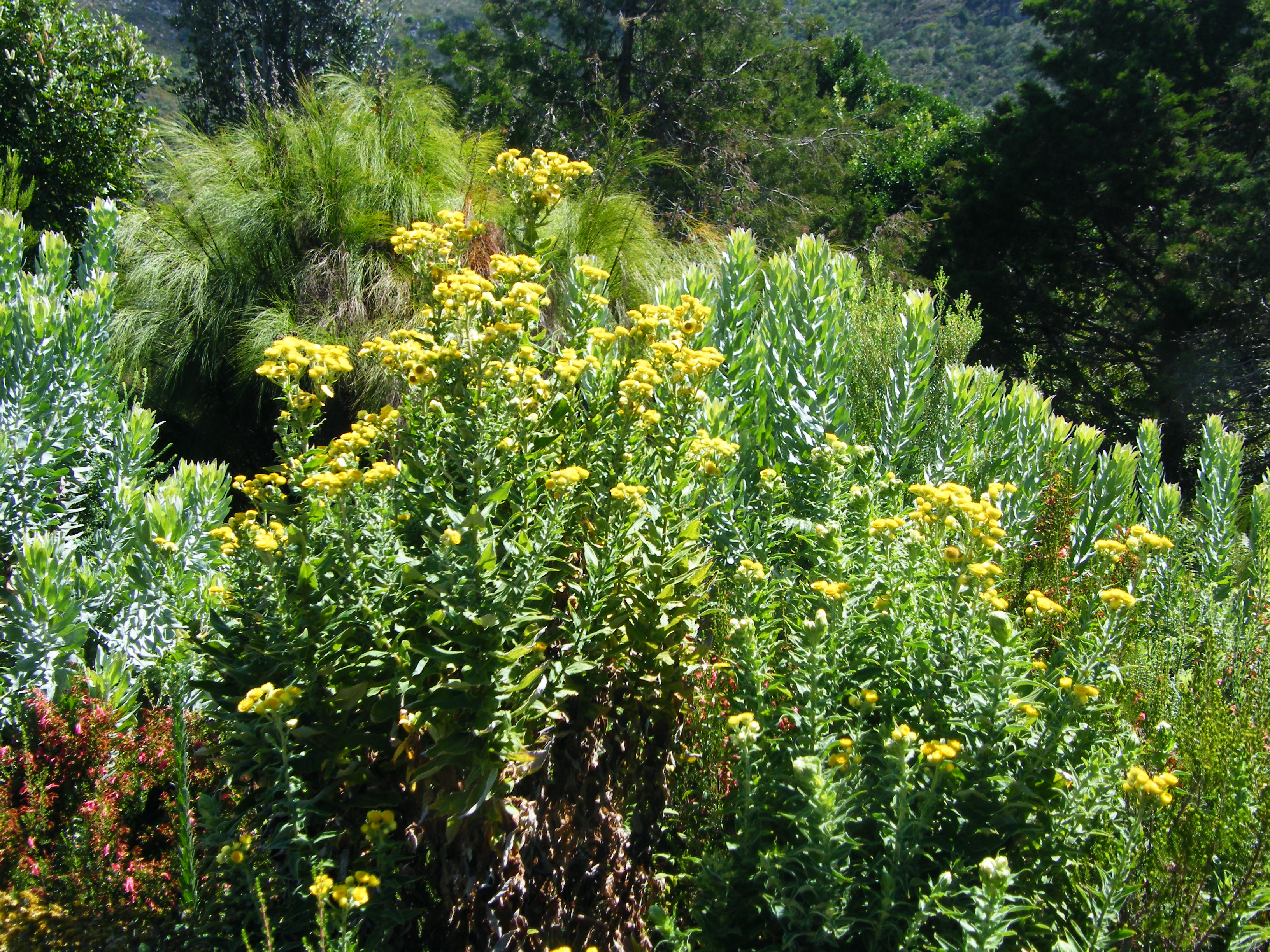

خالدة نتنة نوعٌ من الخالدة، نبات عشبي معمر. ساقه منتصبة قوية تعلو من ٤٠ إلى ١٢٠ سم. أوراقه عصفية الشكل منبسطة تطول نحو ٧ سم وتعرض ٢ سم نصلها أزغب الصفحة السفلى. أزهاره كريهة الرائحة كثيفة التجميع لونها من الأصفر التبني إلى الأصفر المذهب. ازهراره يستمر من حزيران إلى أيلول.